# 施小炜
施小炜（1957年10月—），安徽人，毕业于复旦大学、早稻田大学，中国大陆日本文学翻译家、上海杉达学院日语系教授。

## 生平
1957年，施小炜出生在安徽省合肥市。
1978年2月，施小炜考入复旦大学外文学院日本语言文学系。
1989年，施小炜留学日本，从89年到96年，施小炜一直在日本早稻田大学学习和工作，主要研究芥川龙之介，居住在早稻田奉仕园会馆。之后，施小炜在日本大学文理学部工作。
2007年3月，施小炜回到上海市，在上海杉达学院日语系当教师，2010年担任系主任。

## 作品

### 专著
- 《中国文学的意义——芥川龙之介的形成》，日本文学集刊，1993年。

- 《东篱撷樱》，广西师范大学出版社，2005年1月1日，ISBN 9787563351510。

- 《日本语与日本文化》，上海交通大学出版社，2010年5月1日，ISBN 9787313063410。

- 《芥川龙之介全部作品集》（合著，日本国以外唯一人）

- 《芥川龙之介新辞典》（合著，日本国以外唯一人）

- 《冷静与热情之间》，译林出版社，2002年，第06期。

- 《他人就是暴力》，译林出版社，2005年，第06期。

- 《一个出人意料的结局——第134届芥川直木二奖评述》，译林出版社，2006年，第02期。

- 《燋爨集》，武汉大学出版社，2020年，ISBN 9787307217560。此书中提到了林少华的翻译问题。

### 译著
日本国国内文学人士和中国大陆部分媒体认为施小炜的译著比林少华的译著更加忠实于正确的原著风格。
- 小野四平，《中国近世短篇白话文小说研究》，上海古籍出版社，1997年10月，ISBN 9787532522507。

- 《梦枕獏》之《飞天卷》，南海出版社，2005年3月1日，ISBN 9787544230001。

- 《梦枕獏》之《凤凰卷》，南海出版社，2005年3月1日，ISBN 9787544230025。

- 林真理子，《葡萄》（合译者：张乐风），漓江出版社，2006年5月1日，ISBN 9787540734183。

- 川上弘美，《日语：》（合译者：张乐风），南海出版社，2006年11月1日，ISBN 9787544233316。

- 玄侑宗久，《禅的生活》，南海出版社，2007年7月1日，ISBN 9787544237468。

- 野坂昭如，《萤火虫之墓》，南海出版社，2009年2月1日，ISBN 9787544244206。

- 村上春树，《关于跑步，我说的其实是……》，南海出版社，2009年1月1日，ISBN 9787544242820，第二版2010年6月1日，ISBN 9787544247289。

- 村上春树，《1Q84》卷一，南海出版社，2010年5月1日，ISBN 9787544247269。

- 村上春树，《1Q84》卷二，南海出版社，2010年6月1日，ISBN 9787544247252。

- 村上春树，《黑夜以后》，南海出版社，2012年2月1日，ISBN 9787544248372。

- 村上春树，《没有色彩的多崎作和他的巡礼之年》，南海出版社，2013年10月1日，ISBN 9787544268417。